# ADC Airlines
ADC Airlines – nieistniejąca nigeryjska linia lotnicza z siedzibą w Ikeja. Głównym węzłem jest port lotniczy Lagos. W 2007 linia zawiesiła loty.